# India Summer
India Summer, nom artístic de Jody Jean Olson, va néixer el 26 d'abril de 1975 en Des Moines, Iowa. Ella va fer la seva aparició en la indústria pornogràfica als 31 anys i des de llavors ha participat en més de 1000 produccions. El mes de juliol de 2009, va signar un contracte d'exclusivitat per a escenes de sexe lèsbic amb l'estudi Girlfriends Films. Des de l'any 2011 manté una relació sentimental amb la també actriu porno Prinzzess, amb la qual ha rodat diverses escenes. Fins a l'actualitat, ha gravat més de 1000 pel·lícules com a actriu.

## Premis i nominacions
- 2010: AVN Awards – Milf of the Year — nominada
- 2010: CAVR Award – Milf of the Year — guanyadora
- 2011: XRCO Award – Milf of the Year — nominada
- 2011: AVN Awards – Best Actress – An Open Invitation: A Real Swinger’s Party in San Francisco — guanyadora
- 2011: XBIZ Award – Milf of the Year — nominada